# レイムンド・ベルトラン
レイムンド・ベルトラン（Raymundo Beltran、1981年7月23日 - ）は、メキシコのプロボクサー。シナロア州ロスモチス出身。元WBO世界ライト級王者。マニー・パッキャオの元スパーリングパートナー。トレーナーはフレディ・ローチ。

## 来歴
1999年7月2日、アリゾナ州ツーソンのツーソン・コンベンション・センターでビクトル・マヌエル・メンドーサと対戦し、3-0の判定勝ちを収めデビュー戦を勝利で飾った。
1999年12月4日、アリゾナ州フェニックスのグレート・アラスカン・ブッシュ・カンパニーでビクトル・マヌエル・メンドーサと対戦し、プロ初黒星となる4回1-2（2者が37-38、39-36）の判定負けを喫した。
2001年5月26日、ミシガン州グランドラピッズのヴァン・アンデル・アリーナでスティーブ・トランブルと対戦し、4回22秒TKO負けを喫した。
2002年10月1日、アリゾナ州フェニックスのドッヂ・シアターでカルロス・ディアスとFACARBOXフェザー級王座決定戦を行い、2回1分16秒TKO勝ちを収め王座獲得に成功した。
2008年3月8日、キンタナ・ロー州カンクンのプラザ・デ・トロスでモイセス・ペレスとWBCアメリカ大陸スーパーフェザー級王座決定戦を行い、9回2分42秒TKO勝ちを収め王座獲得に成功した。
2008年9月18日、パナマシティのセントロ・デ・コンベンシオネス・フィガリでWBAフェデラテンライト級王者アメス・ディアスと対戦し、4回48秒TKO負けを喫し王座獲得に失敗した。
2011年3月4日、 ロサンゼルス郊外にあるウッドランドヒルズのワーナーセンター・マリオット・ウッドランドヒルズでカルロス・ビナンとUSBA全米ライト級王座決定戦を行い、ビナンが7回終了時に棄権した為座獲得に成功した。
2011年5月13日、ネバダ州プリムのバッファロー・ビルズ・リゾート&カジノでシャリフ・ボゲールとNABO北米ライト級王座決定戦を行い、10回0-3（93-97、2者が94-96）の判定負けを喫し王座獲得に失敗した。
2012年1月6日、カリフォルニア州インディオのファンタジー・スプリング・カジノでルイス・ラモス・ジュニアとWBAフェデラテンライト級王座決定戦並びにNABA北米ライト級王座決定戦を行い、10回0-3（2者が93-97、94-96）の判定負けを喫しWBAフェデラテン王座の獲得に失敗、NABA北米王座の獲得にも失敗した。 
2012年7月27日、ニュージャージー州アトランティックシティのリゾーツ・カジノ・ホテル・アトランティックシティでNABF北米ライト級王者ヘンリー・ランディと対戦し、10回2-0（95-95、2者が96-94）の判定勝ちを収め王座獲得に成功し再起した。
2012年12月6日、ネバダ州パラダイスのザ・ミラージュで金智勲と対戦し、10回3-0（2者が98-92、97-94）の判定勝ちを収めNABF王座の初防衛に成功した。 
2013年9月7日、イギリス・スコットランドグラスゴーのスコットランド・エキシビション&コンファレンスセンターでWBO世界ライト級王者リッキー・バーンズと対戦し、2回に右ストレートでバーンズの顎を骨折させ、8回にはダウンを奪うなど王座交代を期待させたが12回1-1(112-115、114-114、115-113)の判定で引き分けた為、王座獲得に失敗した。しかし不当判定と物議を醸し、ボクシングマスコミ関係者44人の採点では44人全てが対戦相手のベルトランの勝利を支持しており、バーンズの勝ちとしたのは1人もいなかった。
2014年4月12日、ラスベガスのMGMグランド・ガーデン・アリーナでアラシュ・ウスマニーとNABO北米ライト級王座決定戦を行い、12回3-0（2者が117-111、118-110）の判定勝ちを収め王座獲得に成功した。 
2014年11月29日、ネブラスカ州オマハのセンチュリーリンク・センター・オマハでWBO世界ライト級王者テレンス・クロフォードと対戦し、12回0-3（2者が109-119、108-120）の判定負けを喫し王座獲得に失敗した。
2015年5月1日、ネバダ州ラスベガスのザ・コスモポリタン内にあるチェルシー・ボールルームでテレンス・クロフォードの王座返上に伴いWBO世界ライト級王座決定戦をWBO世界ライト級1位の粟生隆寛と行う予定だったが、前日計量でベルトランに体重超過があり粟生が勝利した場合のみ王座獲得となる条件で試合は行われた。初回からペースを握ったベルトランが2回にダウンを奪い、立ち上がった粟生にさらに猛攻を仕掛けたところでレフェリーが試合をストップし、2回1分29秒TKO勝ちを収めた為、王座は空位となった。なお、ベルトランが8万5千ドル、粟生が5万ドルのファイトマネーを稼いだがベルトランの体重超過に対し罰金などの処分は科せられなかった。
2015年5月23日、同年6月27日にカリフォルニア州カーソンのスタブハブ・センターでウンベルト・ソトとWBA世界スーパーライト級王座決定戦を行う予定だったが、上述の粟生戦後にネバダ州アスレチック・コミッションが実施した薬物検査でベルトランから違反薬物のスタノゾロールに対する陽性反応が出た為、試合は中止になった。
2015年8月13日、ネバダ州アスレチック・コミッションの聴聞会が開かれ、粟生隆寛戦のドーピング違反についてベルトランにファイトマネーの30%にあたる罰金25,500ドルと9ヵ月間の出場停止処分が科せられ、試合結果も無効試合に変更された。
2017年8月5日、ロサンゼルスのマイクロソフトシアターで元WBA世界スーパーフェザー級暫定王者のブライアン・バスケスと対戦し、10回2-0（96-94が2者、95-95）の判定勝ちを収めNABF王座とNABO王座は共に2度目の防衛にも成功した。
2018年2月16日、ネバダ州リノのグランド・シエラ・リゾート・アンド・カジノでテリー・フラナガンの王座返上に伴い元WBA世界ライト級王者でWBO世界ライト級2位のパウルス・モーゼスとWBO世界ライト級王座決定戦を行い、12回3-0（117-111×2、116-112）の判定勝ちを収め王座獲得に成功した。
2018年7月3日、レイムンド・ベルトランとロマン・アンドレーエフによる指名試合の入札が行われ、ベルトランを擁するトップランク社が252,000ドル（約2800万円）で興行権を落札した。ファイトマネーの分配はベルトランが75％の189,000ドル（約2100万円）、アンドレーエフが25％の63,000ドル（約700万円）で、アンドレーエフを擁するパトリオット・プロモーションズは入札に参加しなかった。しかし、アンドレーエフは虫垂の切除手術を受け試合出場を辞退した。
2018年8月25日、アリゾナ州グレンデールでWBO世界ライト級2位のホセ・ペドラザと対戦するも、12回0-3（110-117×2、112-115）の判定負けを喫し、初防衛に失敗し王座から陥落した。
2019年2月10日、フレズノのセーブマート・センターにてホセ・カルロス・ラミレスVSホセ・ゼペダの前座で、岡田博喜とノンタイトル戦10回戦を行い、9回TKO勝ちを収めた。
2019年6月28日、カリフォルニア州でIBF世界ライト級王者リチャード・カミーと対戦を予定していたが、前日計量でベルトランに1.8ポンドの体重超過があり再計量まで2時間の猶予を与えられるもそれを拒否して計量失格となったため、カミーが勝利した場合のみ王座防衛となる条件で試合は行われ、8回KO負けを喫した。この試合でコミーは35万ドル（約3700万円）、ベルトランは20万ドル（約2100万ドル）のファイトマネーを稼いだが、ベルトランは計量失格の罰金としてファイトマネーの20％にあたる4万ドルを支払った。

## 獲得タイトル
- FACARBOXフェザー級王座
- WBCアメリカ大陸スーパーフェザー級王座
- USBA全米ライト級王座
- NABF北米ライト級王座
- NABO北米ライト級王座
- WBO世界ライト級王座（防衛0）